# Puchar Świata w biathlonie 2011/2012 – Oberhof 2012
Zawody pucharu świata w biathlonie w Oberhofie były czwartymi w sezonie 2011/2012 w tej dyscyplinie sportu. Konkurencje rozgrywane były w dniach 4–8 stycznia. Rywalizacja odbywała się w sztafecie, sprincie oraz w biegu masowym. 
Pierwszego dnia rozgrywano sztafetę kobiet. Wygrała reprezentacja Rosji przed Norwegią i Francją. Drugiego dnia rozgrywano sztafety mężczyzn. Wygrała reprezentacja Włoch przed Rosją i Szwecją. Trzeciego dnia odbył się sprint kobiet. Wygrała Niemka Magdalena Neuner przed Białorusinką Darją Domraczawą i Rosjanką Olgą Zajcewą. Kolejnego dnia rozgrywano sprint mężczyzn. Wygrał go Niemiec Arnd Peiffer przed Francuzem Simonem Fourcadem i Rosjaninem Jewgienijem Ustiugowem. Ostatniego dnia rozgrywano biegi masowe. Wśród kobiet wygrała Niemka Magdalena Neuner przed Norweżką Torą Berger i Niemką Andreą Henkel, zaś wśród mężczyzn wygrał Niemiec Andreas Birnbacher przed Francuzem Simonem Forucade i Norwegiem Emilem Hegle Svendsenem.

## Program zawodów
| Dzień      | Konkurencja          | Początek  | Liczba uczestników |
| ---------- | -------------------- | --------- | ------------------ |
| 4 stycznia | Sztafeta kobiet      | 18:15 CET | 14                 |
| 5 stycznia | Sztafeta mężczyzn    | 18:20 CET | 22                 |
| 6 stycznia | Sprint kobiet        | 18:25 CET | 85                 |
| 7 stycznia | Sprint mężczyzn      | 14:30 CET | 95                 |
| 8 stycznia | Bieg masowy kobiet   | 13:30 CET | 30                 |
| 8 stycznia | Bieg masowy mężczyzn | 15:30 CET | 30                 |

## Zestawienie medalistów

### Mężczyźni
| Konkurencja                   | Złoto                                                                          | Srebro                                                                             | Brąz                                                                           |
| Sztafeta (4×7,5 km) szczegóły | Włochy Christian De Lorenzi · Markus Windisch · Dominik Windisch · Lukas Hofer | Rosja Anton Szypulin · Jewgienij Garaniczew · Jewgienij Ustiugow · Aleksiej Wołkow | Szwecja Tobias Arwidson · Björn Ferry · Fredrik Lindström · Carl Johan Bergman |
| Sprint (10 km) szczegóły      | Arnd Peiffer Niemcy (GER)                                                      | Simon Fourcade Francja (FRA)                                                       | Jewgienij Ustiugow Rosja (RUS)                                                 |
| Bieg masowy (15 km) szczegóły | Andreas Birnbacher Niemcy (GER)                                                | Simon Fourcade Francja (FRA)                                                       | Emil Hegle Svendsen Norwegia (NOR)                                             |

### Kobiety
| Konkurencja                     | Złoto                                                                            | Srebro                                                                           | Brąz                                                                   |
| Sztafeta (4×6 km) szczegóły     | Rosja Anna Bogalij-Titowiec · Swietłana Slepcowa · Olga Zajcewa · Olga Wiłuchina | Norwegia Fanny Welle-Strand Horn · Elise Ringen · Synnøve Solemdal · Tora Berger | Francja Marie Habert · Anais Bescond · Marine Bolliet · Sophie Boilley |
| Sprint (7,5 km) szczegóły       | Magdalena Neuner Niemcy (GER)                                                    | Darja Domraczewa Białoruś (BLR)                                                  | Olga Zajcewa Rosja (RUS)                                               |
| Bieg masowy (12,5 km) szczegóły | Magdalena Neuner Niemcy (GER)                                                    | Tora Berger Norwegia (NOR)                                                       | Andrea Henkel Niemcy (GER)                                             |

## Sztafety - 4.01.2012, 5.01.2012

### Kobiety

Rosja - zwycięzca sztafety kobiet

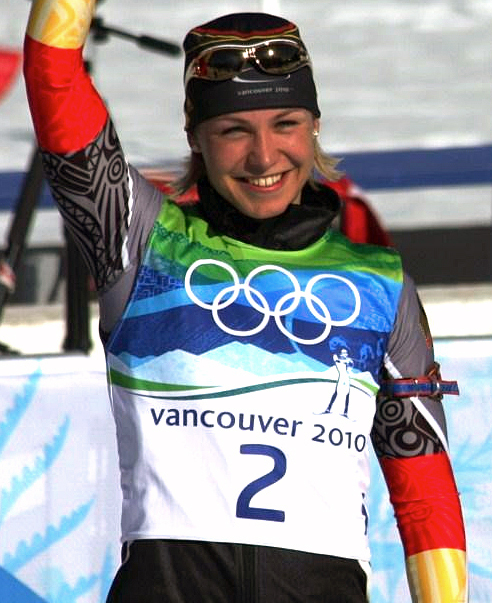
Magdalena Neuner - zwyciężczyni sprintu kobiet

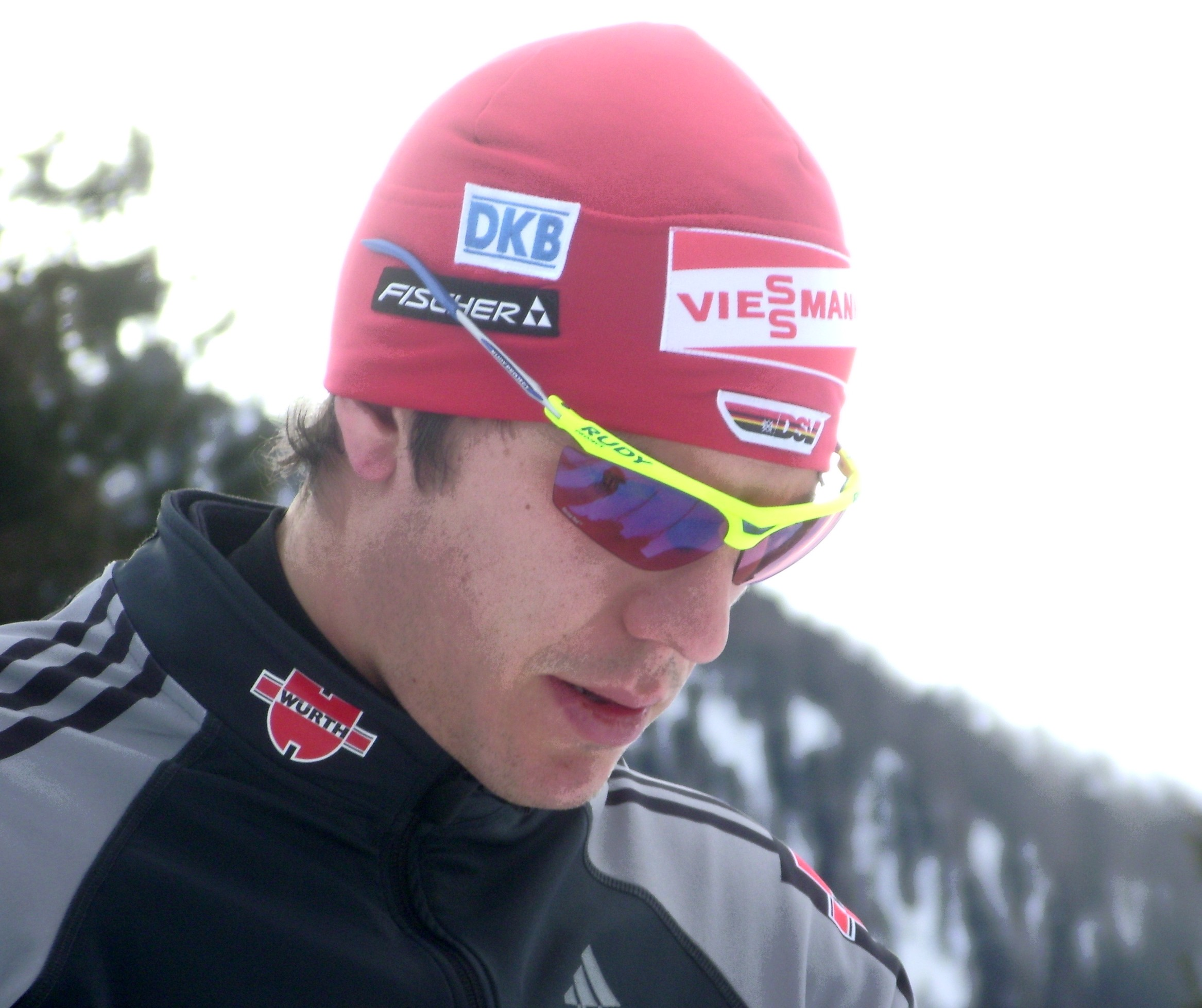
Arnd Peiffer - triumfator sprintu mężczyzn

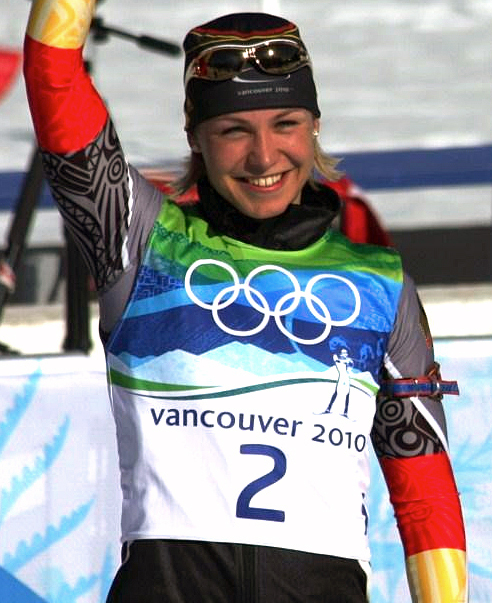
Magdalena Neuner - zwyciężczyni biegu masowego kobiet

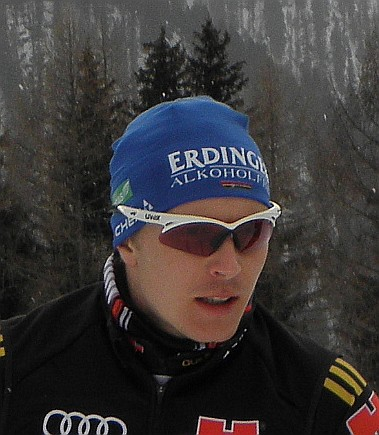
Andreas Birnbacher - triumfator biegu masowego mężczyzn

Do biegu zgłoszonych zostało 15 sztafet. Przed startem wycofała się  Finlandia. Rywalizacji z powodu zdublowania nie ukończyły  Rumunia,  Bułgaria i  Estonia.
Wyniki:
| Lp. | Drużyna  | Liczba karnych rund/doładowań karabinu | Wynik     | Strata  |
| --- | -------- | -------------------------------------- | --------- | ------- |
| 1   | Rosja    | 0+13                                   | 1:19:32.0 |         |
| 2   | Norwegia | 2+11                                   | 1:19:37.9 | +5.9    |
| 3   | Francja  | 2+12                                   | 1:20:38.4 | +1:06.4 |
| 4   | Niemcy   | 4+12                                   | 1:21:21.4 | +1:49.4 |
| 5   | Białoruś | 2+16                                   | 1:21:56.7 | +2:24.7 |
| 6   | Słowacja | 0+11                                   | 1:22:41.6 | +3:09.6 |
| 7   | Szwecja  | 2+7                                    | 1:23:09.7 | +3:37.7 |
| 8   | Ukraina  | 1+15                                   | 1:23:24.5 | +3:52.5 |
| 9   | Polska   | 2+19                                   | 1:23:47.2 | +4:15.2 |
| 10  | Włochy   | 0+15                                   | 1:24:00.6 | +4:28.6 |

### Mężczyźni

Włochy - zwycięzca sztafety mężczyzn

Do biegu zgłoszone zostały 22 sztafety. Rywalizacji z powodu zdublowania nie ukończyły  Japonia,  Łotwa,  Słowacja,  Estonia,  Szwajcaria,  Polska,  Litwa,  Wielka Brytania i  Finlandia.
Wyniki:
| Lp. | Drużyna  | Liczba karnych rund/doładowań karabinu | Wynik     | Strata  |
| --- | -------- | -------------------------------------- | --------- | ------- |
| 1   | Włochy   | 0+5                                    | 1:30:49.1 |         |
| 2   | Rosja    | 2+13                                   | 1:30:55.2 | +6.1    |
| 3   | Szwecja  | 0+6                                    | 1:31:21.8 | +32.7   |
| 4   | Niemcy   | 1+14                                   | 1:31:52.2 | +1:03.1 |
| 5   | Norwegia | 3+13                                   | 1:33:27.1 | +2:38.0 |
| 6   | Austria  | 2+15                                   | 1:33:28.5 | +2:39.4 |
| 7   | Francja  | 3+16                                   | 1:33:57.6 | +3:08.5 |
| 8   | Słowenia | 1+9                                    | 1:34:07.8 | +3:18.7 |
| 9   | Czechy   | 3+14                                   | 1:34:28.3 | +3:39.2 |
| 10  | Ukraina  | 4+15                                   | 1:34:34.8 | +3:45.7 |

## Sprinty - 6.01.2012, 7.01.2012

### Kobiety
Do biegu zgłoszonych zostało 86 zawodniczek. Przed startem wycofała się  Selina Gasparin. Biegu nie ukończyła  Grete Gaim.
Wyniki:
| Lp. | Zawodnik                     | Strzelanie | Wynik   | Strata  |
| --- | ---------------------------- | ---------- | ------- | ------- |
| 1   | Magdalena Neuner             | 0+0        | 22:27.6 |         |
| 2   | Darja Domraczewa             | 0+1        | 23:04.9 | +37.3   |
| 3   | Olga Zajcewa                 | 0+0        | 23:11.0 | +43.4   |
| 4   | Kaisa Mäkäräinen             | 1+1        | 23:21.6 | +54.0   |
| 5   | Andrea Henkel                | 0+1        | 23:48.4 | +1:20.8 |
| 6   | Teja Gregorin                | 0+0        | 23:48.6 | +1:21.0 |
| 7   | Nastazja Dubarezawa          | 0+0        | 23:51.2 | +1:23.6 |
| 8   | Natalja Burdyga              | 0+0        | 23:52.8 | +1:25.2 |
| 9   | Diana Rasimovičiūtė          | 0+1        | 23:56.3 | +1:28.7 |
| 10  | Olga Wiłuchina               | 1+0        | 23:56.4 | +1:28.8 |
| .   | ...                          | ...        | ...     | ...     |
| 28  | Weronika Nowakowska-Ziemniak | 1+0        | 24:52.2 | +2:24.6 |
| 30  | Krystyna Pałka               | 0+2        | 24:57.5 | +2:29.9 |
| 51  | Magdalena Gwizdoń            | 1+2        | 26:02.0 | +3:34.4 |
| 55  | Monika Hojnisz               | 0+3        | 26:21.1 | +3:53.5 |
| 73  | Karolina Pitoń               | 2+1        | 27:33.5 | +5:05.9 |

### Mężczyźni
Do biegu zgłoszonych zostało 95 zawodników. Przed startem wycofali się  Zdeněk Vítek,  Martin Fourcade i  Tobias Arwidson. Biegu nie ukończył  Miroslaw Kenanow.
Wyniki:
| Lp. | Zawodnik            | Strzelanie | Wynik   | Strata  |
| --- | ------------------- | ---------- | ------- | ------- |
| 1   | Arnd Peiffer        | 1+0        | 25:57.5 |         |
| 2   | Simon Fourcade      | 0+0        | 25:58.6 | +1.1    |
| 3   | Jewgienij Ustiugow  | 0+0        | 26:02.3 | +4.8    |
| 4   | Lukas Hofer         | 0+0        | 26:11.2 | +13.7   |
| 5   | Andriej Makowiejew  | 0+1        | 26:20.4 | +22.9   |
| 6   | Emil Hegle Svendsen | 2+1        | 26:24.6 | +27.1   |
| 7   | Florian Graf        | 0+1        | 26:28.3 | +30.8   |
| 8   | Carl Johan Bergman  | 0+1        | 26:31.4 | +33.9   |
| 9   | Michal Šlesingr     | 0+1        | 26:36.3 | +38.8   |
| 10  | Klemen Bauer        | 0+1        | 26:36.9 | +39.4   |
| .   | ...                 | ...        | ...     | ...     |
| 72  | Tomasz Sikora       | 1+1        | 28:57.5 | +3:00.0 |
| 78  | Krzysztof Pływaczyk | 2+1        | 29:33.0 | +3:35.5 |
| 83  | Łukasz Szczurek     | 2+2        | 30:17.4 | +4:19.9 |

## Biegi masowe - 8.01.2012

### Kobiety
Do biegu zgłoszonych zostało 30 zawodniczek. Wszystkie zawodniczki ukończyły bieg.
Wyniki:
| Lp. | Zawodnik            | Strzelanie | Wynik   | Strata  |
| --- | ------------------- | ---------- | ------- | ------- |
| 1   | Magdalena Neuner    | 1+1+1+0    | 40:02.2 |         |
| 2   | Tora Berger         | 1+0+1+0    | 40:14.7 | +12.5   |
| 3   | Andrea Henkel       | 1+0+0+0    | 40:34.2 | +32.0   |
| 4   | Olga Zajcewa        | 1+0+1+0    | 40:50.5 | +48.3   |
| 5   | Helena Ekholm       | 1+0+0+0    | 40:56.4 | +54.2   |
| 6   | Marie-Laure Brunet  | 0+0+0+0    | 41:14.4 | +1:12.2 |
| 7   | Darja Domraczewa    | 2+0+2+1    | 41:20.9 | +1:18.7 |
| 8   | Marie Habert        | 1+0+0+1    | 41:34.7 | +1:32.5 |
| 9   | Wiktorija Semerenko | 0+0+2+1    | 41:52.3 | +1:50.1 |
| 10  | Nastazja Dubarezawa | 0+0+0+1    | 41:57.5 | +1:55.3 |
| .   | ...                 | ...        | ...     | ...     |
| 27  | Krystyna Pałka      | 2+0+2+1    | 43:39.3 | +3:37.1 |

### Mężczyźni
Do biegu zgłoszonych zostało 30 zawodników. Wszyscy zawodnicy ukończyli bieg.
Wyniki:
| Lp. | Zawodnik            | Strzelanie | Wynik   | Strata |
| --- | ------------------- | ---------- | ------- | ------ |
| 1   | Andreas Birnbacher  | 0+0+0+0    | 38:34.6 |        |
| 2   | Simon Fourcade      | 0+1+0+0    | 38:58.9 | +24.3  |
| 3   | Emil Hegle Svendsen | 0+1+2+0    | 39:04.2 | +29.6  |
| 4   | Jakov Fak           | 0+1+1+0    | 39:08.5 | +33.9  |
| 5   | Fredrik Lindström   | 0+1+0+0    | 39:09.5 | +34.9  |
| 6   | Alexis Bœuf         | 0+1+1+0    | 39:11.3 | +36.7  |
| 7   | Arnd Peiffer        | 0+0+1+1    | 39:14.1 | +39.5  |
| 8   | Daniel Mesotitsch   | 0+1+0+0    | 39:15.1 | +40.5  |
| 9   | Anton Szypulin      | 1+0+0+1    | 39:22.6 | +48.0  |
| 10  | Carl Johan Bergman  | 1+0+0+1    | 39:22.8 | +48.2  |